# 吉林省示范性普通高中列表
吉林省示范性普通高中列表，是一个列明全部获得“吉林省示范性普通高中”称号的高级中学的列表。
本表所列的是2005年2月24日由吉林省教育厅确认的示范性普通高中，共39所。

## 列表
- 省直学校（4所，全部位于长春市）
  - 吉林省实验中学
  - 长春外国语学校
  - 东北师范大学附属中学
  - 东北师范大学附属实验学校
- 长春市（10所，计算省直学校的话则为14所）
  - 长春市十一高中
  - 长春市实验中学
  - 长春市第二实验中学
  - 长春市第二中学
  - 长春市第六中学
  - 中国第一汽车集团公司第六中学
  - 榆树市实验中学校
  - 九台市第一中学
  - 德惠市实验中学
  - 长春市第150中学
- 吉林市（8所）
  - 吉林市第一中学校
  - 吉林市第二中学校
  - 吉林市第十二中学校
  - 吉林毓文中学
  - 吉林市朝鲜族中学校
  - 吉林市永吉实验高级中学
  - 舒兰市第一中学校
  - 桦甸市第四中学
- 四平市（3所）
  - 四平市第一中学校
  - 四平市实验中学
  - 公主岭市第一中学
- 辽源市（1所）
  - 辽源市第五中学
- 通化市（3所）
  - 通化市第一中学
  - 通化钢铁集团有限责任公司第一中学
  - 梅河口市第五中学
- 白山市（1所）
  - 白山市第二中学
- 白城市（2所）
  - 白城市第一中学
  - 通榆县第一中学
- 延边州（4所）
  - 延边第一中学
  - 延边第二中学
  - 延吉市第二高级中学
  - 龙井市龙井高级中学
- 松原市（3所）
  - 松原市实验高级中学
  - 吉林油田高中
  - 前郭尔罗斯蒙古族自治县第五中学